# Charles Simonyi
Charles Simonyi (Budapeste, 10 de setembro de 1948) é um dos mais antigos programadores da Microsoft, famoso por ter criado a notação húngara. Na Universidade de Oxford foi criada a Cadeira Charles Simonyi para a Compreensão Pública da Ciência.
Simonyi foi o criador do Bravo, a primeira aplicação WYSIWYG. Deixou a Xerox para trabalhar para a Microsoft em 1981. Trabalhou na primeira versão do Word e no predecessor do Excel, o Multiplan.
Nascido na Hungria como Simonyi Károly e naturalizado norte-americano, ele foi o primeiro homem a ir duas vezes ao espaço como turista espacial, em 2007 e 2009, pagando cerca de 60 milhões de dólares pelas duas viagens.

## Turista espacial
Em 2007, tornou-se o quinto turista espacial a visitar a Estação Espacial Internacional após pagar algo entre 20 milhões de dólares para uma estadia de dez dias na ISS. Recebeu o treinamento na Cidade das Estrelas e viajou através da empresa de turismo espacial Space Adventures no dia 7 de Abril, a bordo da nave Soyuz TMA-10, retornando com um dia de atraso no dia 21 de abril, após uma estadia de quatorze dias na ISS.
A Nasa frequentemente tenta melhorar o menu para os astronautas. No ano de 2006, a missão foi alimentada com refeições preparadas pelo chef de televisão Emeril Lagasse.
Em seu caso, o cardápio foi selecionado pela empresária e apresentadora da TV norte-americana Martha Stewart, sua namorada na ocasião, e contou com codorna grelhada em vinho madrilenho, peito de pato, frango desfiado, parmesão e outras iguarias. As refeições foram preparadas por auxiliares do chef francês Alain Ducasse e embalados em recipientes de alumínio para a viagem.
"Embora a comida seja muito boa lá, é de certa forma básica e, após algumas semanas, tudo começa a ter o mesmo gosto. Tenho certeza que um pouco de variedade será bem-vinda", afirmou Simonyi dias antes da viagem.
Em 2009, ele tornou-se o primeiro turista espacial a ir ao espaço pela segunda vez, na missão Soyuz TMA-14 à ISS, viagem pela qual desembolsou cerca de 35 milhões de dólares.